# Steve Mackall
Steve Mackall (9 décembre 1959) est un acteur et scénariste américain.

## Filmographie

### Acteur
- 1992 : Raw Toonage (série télévisée) : Additional Voices (voix)
- 1993 : Shnookums and Meat Funny Cartoon Show (série télévisée) : Husband (voix)
- 1994 : Le Marsupilami ("Marsupilami") (série télévisée) (voix)
- 1995 : The Adventures of Hyperman (série télévisée) : Hyperman (voix)
- 1996 : Tous les chiens vont au paradis II (All Dogs Go to Heaven 2) (voix)
- 1996 : Mighty Ducks (série télévisée) : Nosedive (voix)
- 1997 : Mighty Ducks the Movie: The First Face-Off (vidéo) : Nosedive (voix)
- 1997 : Annabelle : un amour de petite vache : Owliver (voix)
- 1998 : Un cadavre sur le campus (Dead Man on Campus) : TV Show Host
- 1998 : La Légende de Brisby (The Secret of NIMH 2: Timmy to the Rescue) (vidéo) : Dr. Valentine (voix)
- 1999 : Digimon: Digital Monsters (série télévisée) : Fox Kids' Digimon Announcer (1999-2002) (voix)
- 2001 : Mon Colle Knights (série télévisée) : Fox Kids' Mon Colle Knights Announcer (2001-2002) (voix)

### Scénariste
- 2002 : Mafia Love (Avenging Angelo)
- 2015 : Stealing Cars de Bradley Kaplan (avec Will Aldis)